# George Mikan
George Lawrence Mikan, Jr. (Joliet, Illinois, 18 de juny de 1924 – Scottsdale, Arizona, 1 de juny de 2005) fou un jugador de basquetbol estatunidenc que destacà a la dècada dels 50, jugant durant 7 temporades a l'NBA, totes elles als Minneapolis Lakers i una anterior a l'NBL, als Chicago American Gears. Caracteritzat per les grans ulleres rodones amb què sempre jugava, aquest jugador de 2,08 metres d'alçada i 111 quilograms és considerat la primera superestrella de la lliga professional nord-americana, redefinint el joc dels homes alts amb el seu llançament de ganxo ambidextre, perfeccionat amb la seva pròpia tècnica d'entrenament. Rebé el sobrenom de Mr. Basketball.
Mikan va tenir una carrera plena d'èxits com a jugador: va guanyar 7 campionats de l'NBA i la BAA, un MVP de l'All-Star Game (el qual va disputar en 4 ocasions), 3 títols de màxim anotador del campionat i 6 cops escollit dins del quintet ideal de la lliga. Fou tan dominant que, per contrarestar-lo, es canviaren diverses normes del joc, destacant l'ampliació de la "zona de 3 segons" (Regla Mikan) i la introducció d'un rellotge de possessió o de 24 segons.
Després de la seva carrera professional com a jugador, Mikan fou un dels fundadors de l'American Basketball Association (ABA), esdevenint comissionat d'aquella lliga, i amb una col·laboració vital per al naixement dels Minnesota Timberwolves. En els seus últims anys de vida, entrà en una batalla judicial contra la mateixa NBA, lluitant a favor d'una pensió per als jugadors retirats, els quals no es van poder aprofitar econòmicament dels anys daurats de la lliga. Expirà després d'una llarga lluita contra la diabetis.
Per les seves proeses, Mikan va ser inclòs al Basketball Hall of Fame el 1959. També va formar part dels equips del 25è i 35è aniversari de l'NBA i dels 50 millors jugadors de la història de l'NBA, escollits el 1996. A l'abril del 2001 se'l va homenatjar amb una estàtua, executant el seu clàssic ganxo, al vestíbul de l'estadi Target Center de Minnesota.

## Trajectòria esportiva

### Inicis
George Mikan va néixer a Joliet, Illinois, fill de pares croats amb avantpassats a Vivodina, prop de Karlovac. Quan era un nen, es va destrossar el genoll d'una manera que va haver de romandre estirat al llit durant un any i mig. El 1939 ingressà al seminari de l'Arquebisbat de Quigley, ja que inicialment volia esdevenir sacerdot, però poc temps després es traslladà a l'Escola Catòlica de Joilet. Amb 11 anys aprofitava les seves estones lliures per jugar a bàsquet al seu veïnat, amb la seva àvia com a àrbitre. No semblava estar destinat a ser un atleta, de fet, no va practicar cap esport durant la seva etapa a l'institut. Quan entrà a la Universitat de DePaul el 1942, era un jove poc coordinat per la seva constitució (mesurava 2,08 metres i pesava 110 quilos), portant també unes grans ulleres per culpa de la seva miopia.

### Universitat
No obstant això, Mikan es trobà als Blue Demons amb un entrenador novell de 28 anys, Ray Meyer, qui va veure potencial en aquest jugador: brillant i intel·ligent, però alhora tímid i descoordinat. Contextualitzant-los en aquell moment, els pensaments de Mayer eren revolucionaris, ja que el sentit comú i el pensament generalitzat defensaven que els homes alts eren massa poc hàbils per jugar correctament a bàsquet. Durant els mesos següents, Meyer va transformar Mikan en un home segur de si mateix, un jugador certament agressiu que veia la seva alçada com un orgull i no com quelcom per a sentir-se intimidat. Meyer i Mikan treballaren amb intensitat i Mikan va aprendre a executar ganxos amb ambdues mans. Aquesta rutina esdevingué coneguda com "l'exercici Mikan". A més a més, Meyer utilitzà com a pràctica de l'entrenament per a Mikan la boxa, lliçons de ball i el salt de corda per convertir-lo en un autèntic atleta.

En el seu primer any a l'NCAA, Mikan dominava i intimidava als seus adversaris amb la seva alçada i envergadura, esdevenint imparable en atac gràcies al seu ganxo perfeccionat. Al mateix temps, també es va guanyar un prestigi a la lliga universitària com un dels jugadors més forts i durs, arrossegant lesions i castigant als pivots rivals amb dures faltes. Per augmentar encara més el seu domini, va desenvolupar un gran salt vertical que li permetia taponar llançaments a cistella en trajectòria descendent, acció que actualment no està permesa. 
| « | "L'equip va establir defensar sempre en zona, amb quatre jugadors repartits per la zona i jo protegint la cistella. Quan l'equip contrari llançava a cistella, només havia de saltar i evitar que entrés la pilota". | » |

 Com a solució per equilibrar la competició, tant l'NCAA com l'NBA van canviar les normes i van prohibir aquests taps en trajectòria descendent.
Mikan fou escollit 2 cops Millor Jugador de l'NCAA (1945 i 1946) i nomenat en 3 ocasions All-American, portant a la Universitat de DePaul a guanyar el títol del NIT el 1945, essent també nomenat millor jugador del campionat després d'anotar 120 punts en 3 partits, destacant-ne 53 a la Universitat de Rhode Island, en un partit que acabà 97-53, aconseguint així els mateixos punts que tot l'equip rival. Fou el jugador més anotador del país, amb 23,9 punts per partit a la temporada 1944-45 i amb 23,1 a l'any següent.

#### Estadístiques
| Estadístiques de GEORGE MIKAN (Universitat) |      |        |    |     |     |     |      |      |      |
| Temporada                                   | Edat | Equip  | PJ | TCA | TLA | TLI | %TLA | PTS  | PPP  |
| 1942-43                                     | 18   | DePaul | 24 | 97  | 77  | 111 | 69,4 | 271  | 11,3 |
| 1943-44                                     | 19   | DePaul | 26 | 188 | 110 | 169 | 65,1 | 486  | 18,7 |
| 1944-45                                     | 20   | DePaul | 24 | 218 | 122 | 199 | 61,3 | 558  | 23,3 |
| 1945-46                                     | 21   | DePaul | 24 | 206 | 143 | 186 | 76,9 | 555  | 23,1 |
| TOTALS                                      |      |        | 98 | 709 | 452 | 665 | 68,0 | 1870 | 19,1 |

LLEGENDA:
- PJ: Partits Jugats; TCA: Tirs de Camp Anotats; TLA: Tirs Lliures Anotats; TLI: Tirs Lliures Intentats: %TL: Percentatge de Tirs Lliures Anotats; PTS: Punts totals; PPP: Punts Per Partit

### Professional

#### Chicago American Gears (1946-1947)
La seva primera experiència dins de l'esport professional fou a la desapareguda NBL, National Basketball League, als Chicago American Gears. Jugà únicament els últims 7 partits de la fase regular, anotant 16,5 punts per partit de mitjana, un fet insòlit per a un novell, i esdevenint una peça clau per a assolir el títol de lliga després de guanyar a la final als Rochester Royals per 3 victòries a 1. Mikan fou triat millor jugador després d'anotar 100 punts en 5 partits, essent inclòs també en el millor quintet de la lliga.
No obstant això, abans del començament de la temporada 1947-48, el propietari dels Gears va treure l'equip de la lliga. La seva intenció era crear una nova competició, denominada Professional Basketball League of America (Lliga de Bàsquet Professional d'Amèrica), amb 24 equips, de la qual ell seria el propietari de tots els equips i els seus pavellons. L'aposta no va acabar de funcionar i la lliga va desaparèixer després d'un mes de competició, aleshores els jugadors d'aquests equips es redistribuïren entre els 11 equips que seguien a l'NBL. Per aquestes raons, Mikan arribà als Minneapolis Lakers.

#### Minneapolis Lakers a l'NBL i la BAA (1947-1949)
A la temporada 1947-48, Mikan portà per primer cop a la samarreta el dorsal 99 que el faria famós, coincidint amb 2 grans jugadors de l'època: l'atlètic Jim "The Kangaroo Kid" Pollard i el complet Vern Mikkelsen, amb els quals formaria un dels tridents de jugadors interiors més perillosos del bàsquet professional. Sota les ordres de l'entrenador John Kundla, Mikan aconseguí 21,3 punts per partit de mitjana a la fase regular. El fet de disputar els seus partits com a local al Minneapolis Auditorium també va influir en el seu joc, ja que la pista era un parell de metres més estreta que a altres pavellons i això afavoria el seu joc interior. Lliderats pel seu poderós joc interior, els Lakers dominaren la Divisió Oest. Arribaren amb facilitat a la final i derrotaren els Rochester Royals per 3-1 a les finals, a les quals assoliria una mitjana de 27,5 punts per partit.
Abans del començament de la temporada 1948-49, els Minneapolis Lakers, els Rochester Royals, els Fort Wayne Zollner Pistons i els Indianapolis Kautskys es traslladaren a la lliga rival: la BAA. El principal avantatge d'aquesta lliga per als equips era el fet que bona part de les franquícies de la mateixa es trobaven a grans ciutats, com era el cas dels New York Knicks, els Boston Celtics, els Philadelphia Warriors o els Chicago Stags, la qual cosa incrementava les opcions d'obtenir beneficis. Després de l'adhesió d'aquests 4 equips, la BAA disposava de jugadors molt mediàtics com Mikan, Pollard, Mikkelsen i altres més que augmentarien l'interès del públic envers la lliga.
Aquella temporada, Mikan assolí unes mitjanes de 28,3 punts i 3,6 assistències per partit, anotant la tercera part dels punts del seu equip i obtenint el títol de màxim anotador amb un gran marge sobre els altres jugadors. A part de Mikan, sols 2 jugadors superaren la barrera dels 20 punts per partit: el jugador dels Warriors Joe Fulks, qui va ser un dels precursors del llançament en suspensió, i el jugador de Chicago Max Zaslofsky.

El 14 de desembre del 1949, els Lakers visitaren el Madison Square Garden de Nova York per a jugar contra els Knicks. Aquell dia, el cartell lluminós exterior del Garden indicava amb grans lletres: "WED BASKETBALL GEO MIKAN V/S KNICKS" (El dimecres, bàsquet. George Mikan contra els Knicks). Per això, quan Mikan entrà al vestuari abans del partit, es va sorprendre de veure a la resta dels seus companys vestits encara de carrer, els quals bromejaven:
| « | "Han anunciat que tu jugues contra els Knicks, així que surt i juga. Nosaltres t'esperem aquí." | » |

 Aquesta va convertir-se en una de les anècdotes més importants de la carrera de Mikan.
Els Lakers arribaren sense gaires dificultats a les Finals del 1949, on es trobaren amb els Washington Capitols, aleshores entrenats per Red Auerbach. Ràpidament agafaren avantatge a l'eliminatòria, avançant-se amb un 3-0. Desafortunadament pels Lakers, en el quart partit Mikan es trencà el canell, situació aprofitada pels Capitols per guanyar el seu primer partit de la sèrie. Els Capitols també guanyaren el cinquè partit, malgrat que Mikan anotà 22 punts jugant amb el braç embenat. No obstant això, en el sisè partit, els Lakers liquidaren l'eliminatòria amb un contundent 77-56, guanyant el campionat de la BAA. Mikan va encistellar de mitjana durant la sèrie 30,3 punts per partit, tot i la seva lesió.

#### Minneapolis Lakers a l'NBA (1949-1956)
Després d'aquella temporada, la BAA i l'NBL es van fusionar, formant l'actual NBA. La temporada inaugural, la 1949-50, començà amb 17 equips, amb els Lakers situats a la Divisió Central. Mikan continuà essent un jugador dominant, amb unes mitjanes de 27,4 punts i 2,9 assistències per partit. Només Alex Groza, dels Indianapolis Olympians, superà també la barrera dels 20 punts aquella temporada. Després de classificar-se primers sense problemes durant la fase regular, amb un impressionant balanç de 51 victòries i 17 derrotes, es plantaren a les Finals, on es trobarien amb els Syracuse Nationals. El primer partit va tenir un final inesperat, ja que el base suplent dels Lakers, Bob Harrison, anotà una cistella sobre la botzina des de 12 metres, donant la primera victòria als de Minneapolis. La sèrie es decantà pel costat dels Lakers, guanyant el sisè partit per 110-95 i assolint el seu primer títol de l'NBA. Mikan va contribuir enormement a l'èxit amb una mitjana de 31,3 punts per partit als Play-off.
A la temporada 1950-51 Mikan tornà a ser un jugador dominant, aconseguint un nou rècord a la seva carrera professional pel fet d'anotar 28,4 punts per partit de mitjana a la lliga regular, essent un altre cop el màxim anotador, a part de repartir 3,1 assistències per partit disputat. Aquell any, la lliga afegí una nova estadística, la dels rebots, assolint el segon lloc a la classificació amb 14,1 per partit, únicament per darrere del jugador dels Nats, Dolph Schayes, qui aconseguí 16,4.
Aquell any, Mikan participà en un dels partits més sorprenents que mai s'han jugat a l'NBA. Els Fort Wayne Pistons s'enfrontaven als Lakers, posant-se en un moment del partit per davant al marcador, 19-18. Temerosos que Mikan robés la pilota i llancés el contraatac, els Pistons es dedicaren a passar-se la pilota amb total passivitat, sense intentar en cap moment llançar a cistella. Com que el rellotge de possessió encara no s'havia instaurat, el temps va anar passant, finalitzant el partit amb aquest resultat. Per això, Mikan fou indirectament responsable que la lliga afegís la norma de temps de possessió limitat 4 anys més tard. Com a curiositat, cal indicar que Mikan va batre aquell dia una plusmarca que probablement mai serà superada: va aconseguir 15 dels 18 punts del seu equip, un 83,3% del total.

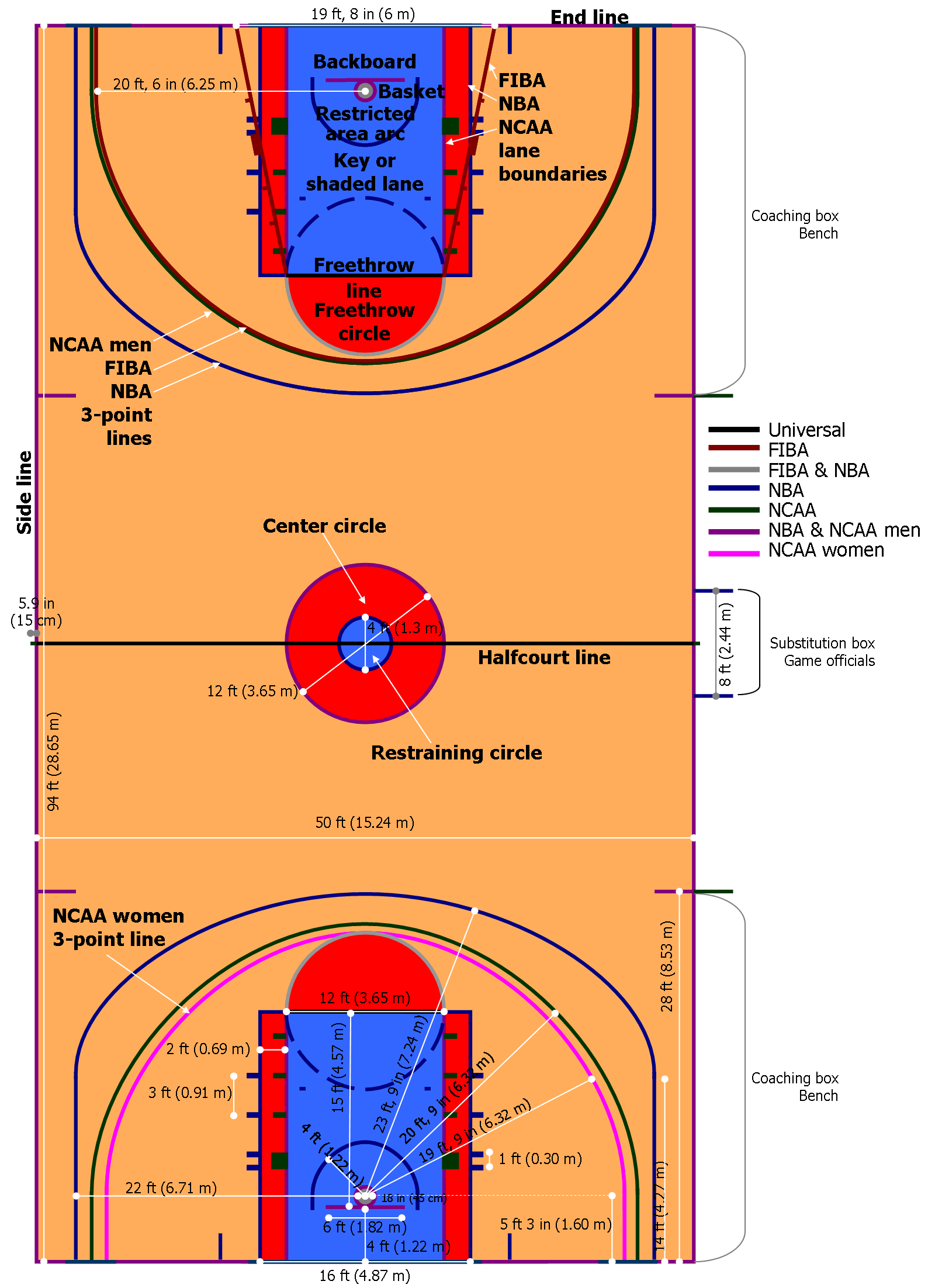
Marcada en blau, la zona de 3 segons que s'amplià a 3,60 metres, mesura anomenada "Regla Mikan".

Els Lakers dominaren còmodament la fase regular, acabant primers de la Divisió Oest. Als Play-off guanyaren a les semifinals de divisió als Indianapolis Olympians per 2-1, però a la següent ronda, Mikan es trencà la cama, deixant el seu equip molt debilitat, el qual caigué derrotat davant dels Rochester Royals per 3-1.
A la temporada 1951-52, l'NBA decidí eixamplar el límit de la zona de 3 segons de sota de la cistella d'1,80 a 3,60 metres, obligant als homes alts com ho era Mikan a jugar més allunyats de la cistella que abans per evitar ser sancionats amb la infracció de 3 segons. Un dels impulsors d'aquesta nova norma va ser Joe Lapchick, entrenador dels New York Knicks, recordant el dany que els havia provocat Mikan en partits anteriors. La norma es conegué com "The Mikan Rule". Mikan notà bastant aquest canvi, ja que reduí la seva mitjana anotadora a 23,8 punts per partit, quasi 4 punts menys que a la passada temporada, mentre que el seu percentatge d'encert baixà d'un 42,8 a un 38,5%. Mentrestant, a l'estadística de rebots les seves xifres no van baixar, liderant la lliga amb 13,5 rebots per partit. El seu millor partit el jugà contra els Rochester Royals, on, després de dues pròrrogues, col·laborà amb la victòria del seu equip amb 61 punts, la segona millor marca de la història de la lliga en aquell moment, només per darrere dels 63 punts aconseguits per Joe Fulks el 1949. A més, amb aquesta exhibició anotadora, va doblar a la resta dels seus companys, els quals només van aconseguir 30 punts entre tots. Una altra gran actuació fou la de l'All-Star del 1952, on, malgrat la derrota de l'Oest, va aconseguir 26 punts i 15 rebots.
Als Play-off del 1952, els Lakers arribaren a la final després d'eliminar els Indianapolis Olympians i als Rochester Royals a les eliminatòries anteriors, enfrontant-se ara als New York Knicks. Aquella final és considerada com una de les més estranyes de la història de la lliga, ja que cap equip va poder jugar en el terreny de joc habitual durant els primers sis partits: el Minneapolis Auditorium ja estava reservat en aquelles dates, mentre que el Madison Square Garden estava ocupat pel Circ Ringling. Els Lakers van haver de disputar els seus partits a la ciutat de Saint Paul, mentre que els Knicks utilitzaren el pavelló humit de l'armeria del 69è regiment. Mikan patí dobles marcatges durant tota la sèrie pels knicks Nat Clifton i Harry Gallatin, fet que atorgà la responsabilitat ofensiva a Vern Mikkelsen. Després de guanyar cada equip 3 partits durant els 6 primers, el setè i definitiu es juga a l'Auditorium de Minnesota, amb victòria clara dels Lakers per 82-65, obtenint com a recompensa 7.500 dòlars per repartir entre els jugadors.
A l'any següent, a la temporada 1952-53, Mikan anotà 20,6 punts de mitjana i assolint el seu rècord de rebots: 14,4 per partit, encapçalant un any més la classificació de màxims rebotejadors de la lliga. A més a més, fou inclòs al cinc ideal de l'NBA per cinquè any consecutiu. Al febrer participà en l'All-Star, dominant-lo amb 22 punts i 16 rebots i essent escollit MVP del partit. Als Play-off, els Lakers tornaren a arribar a les FInals contra els Knicks i els tornaren a derrotar, encara que aquest cop amb més contundència i facilitat, per 4 victòries a 1.
La temporada 1953-54 va significar l'inici del declivi del joc de Mikan. Amb 29 anys, aquell any les seves mitjanes per partit foren inferiors a les d'altres anys: 18,1 punts, 14,3 rebots i 2,4 assistències. Malgrat això, seguí essent el màxim anotador del seu equip, gairebé doblant en l'estadística anotadora als seus companys Jim Pollard i Vern Mikkelsen. Sota el seu lideratge, els Lakers tornaren a revalidar títol a les Finals del 1954 derrotant els Syracuse Nationals per 4-3, guanyant el tercer títol consecutiu i el cinquè en sis anys, amb l'única excepció de l'any on Mikan es lesionà la cama. Des d'una perspectiva històrica, els Minneapolis Lakers dels anys 50 únicament han estat superats pels Boston Celtics dels 7 títols de la dècada dels 60.

Quan s'acabà la temporada, Mikan sorprengué el món del bàsquet amb l'anunci de la seva retirada. Justificà la seva decisió amb aquestes paraules:
| « | "Tinc una família que va creixent i he decidit estar amb ells. Crec que és el moment de començar una nova vida al marge del bàsquet". | » |

 Les lesions també influïren en la seva decisió, ja que durant la seva carrera professional es va trencar 10 ossos i necessità punts de sutura en 16 ocasions, jugant sovint arrossegant aquestes lesions. Sense Mikan, els Lakers assoliren els Play-offs, però perderen a les Finals de Divisó contra els Fort Wayne Pistons.
A mitjans de la temporada 1955-56 tornà a sorprendre tothom amb la seva tornada. Jugà durant 37 partits, però la seva llarga absència va afectar el seu joc, essent únicament capaç d'assolir estadístiques de 10,5 punts, 8,3 rebots i 1,3 assistències per partit, sense poder evitar l'eliminació del seu equip a la primera ronda de Play-off pels St. Louis Hawks. Això va provocar que la seva retirada definitiva es precipités.
Mikan fou inclòs a la sessió inaugural del Basketball Hall of Fame el 1959 i fou nomenat el millor jugador de la primera meitat de segle per l'Associated Press. En el total de la seva carrera, va aconseguir de mitjana 23,1 punts i 13,4 rebots per partit. Com a dada anecdòtica, mai va rebre el trofeu d'MVP perquè es va començar a atorgar el 1956, any en què es va retirar Mikan.

#### Estadístiques

##### Temporada regular
| Estadístiques de GEORGE MIKAN (Fase Regular) |      |                    |       |     |      |      |      |      |     |      |      |      |     |     |      |
| Temporada                                    | Edat | Equip              | Lliga | PJ  | MIN  | TCA  | TCI  | %TC  | TLA | TLI  | %TL  | RPP  | APP | FP  | PPP  |
| 1948-49                                      | 24   | Minneapolis Lakers | BAA   | 60  |      | 9,7  | 23,4 | 41,6 | 8,9 | 11,5 | 77,2 |      | 3,6 | 4,3 | 28,3 |
| 1949-50                                      | 25   | Minneapolis Lakers | NBA   | 68  |      | 9,5  | 23,5 | 40,7 | 8,3 | 10,7 | 77,9 |      | 2,9 | 4,4 | 27,4 |
| 1950-51                                      | 26   | Minneapolis Lakers | NBA   | 68  |      | 10,0 | 23,3 | 42,8 | 8,5 | 10,5 | 80,3 | 14,1 | 3,1 | 4,5 | 28,4 |
| 1951-52                                      | 27   | Minneapolis Lakers | NBA   | 64  | 40,2 | 8,5  | 22,1 | 38,5 | 6,8 | 8,7  | 78,0 | 13,5 | 3,0 | 4,5 | 23,8 |
| 1952-53                                      | 28   | Minneapolis Lakers | NBA   | 70  | 37,9 | 7,1  | 17,9 | 39,9 | 6,3 | 8,1  | 78,0 | 14,4 | 2,9 | 4,1 | 20,6 |
| 1953-54                                      | 29   | Minneapolis Lakers | NBA   | 72  | 32,8 | 6,1  | 16,1 | 38,0 | 5,9 | 7,6  | 77,7 | 14,3 | 2,4 | 3,7 | 18,1 |
| 1955-56                                      | 31   | Minneapolis Lakers | NBA   | 37  | 20,7 | 4,0  | 10,1 | 39,5 | 2,5 | 3,3  | 77,0 | 8,3  | 1,4 | 4,1 | 10,5 |
| TOTALS                                       |      |                    | TOTAL | 439 | 34,4 | 8,1  | 20,0 | 40,4 | 7,0 | 8,9  | 78,2 | 13,4 | 2,8 | 4,2 | 23,1 |
|                                              |      |                    | NBA   | 379 | 34,4 | 7,8  | 19,5 | 40,1 | 6,7 | 8,5  | 78,4 | 13,4 | 2,7 | 4,2 | 22,3 |
|                                              |      |                    | BAA   | 60  |      | 9,7  | 23,4 | 41,6 | 8,9 | 11,5 | 77,2 |      | 3,6 | 4,3 | 28,3 |

LLEGENDA:
- PJ: Partits Jugats; MIN: Minuts disputats (per partit); TCA: Tirs de Camp Anotats (per partit); TCI: Tirs de Camp Intentats (per partit); %TC: percentatge de Tirs de Camp anotats; TLA: Tirs Lliures Anotats (per partit); TLI: Tirs Lliures Intentats (per partit); %TL: percentatge de Tirs Lliures anotats; RPP: Rebots Per Partit; APP: Assistències Per Partit; FP: Faltes Personals (per partit); PPP: Punts Per Partit

##### Play-offs
| Estadístiques de GEORGE MIKAN (Play-offs) |      |                    |       |    |      |     |      |      |     |     |      |     |      |      |     |
| Temporada                                 | Edat | Equip              | Lliga | PJ | MIN  | TCA | TCI  | %TC  | TLA | TLI | %TL  | FP  | PPP  | RPP  | APP |
| 1948-49                                   | 24   | Minneapolis Lakers | BAA   | 10 |      | 103 | 227  | 45,4 | 97  | 121 | 80,2 | 44  | 30,3 |      | 2,1 |
| 1949-50                                   | 25   | Minneapolis Lakers | NBA   | 12 |      | 121 | 316  | 38,3 | 134 | 170 | 78,8 | 47  | 31,3 |      | 3,0 |
| 1950-51                                   | 26   | Minneapolis Lakers | NBA   | 7  |      | 62  | 152  | 40,8 | 44  | 55  | 80,0 | 25  | 24,0 | 10,6 | 1,3 |
| 1951-52                                   | 27   | Minneapolis Lakers | NBA   | 13 | 42,5 | 99  | 261  | 37,9 | 109 | 138 | 79,0 | 63  | 23,6 | 15,9 | 2,8 |
| 1952-53                                   | 28   | Minneapolis Lakers | NBA   | 12 | 38,6 | 78  | 213  | 36,6 | 82  | 112 | 73,2 | 56  | 19,8 | 15,4 | 1,9 |
| 1953-54                                   | 29   | Minneapolis Lakers | NBA   | 13 | 32,6 | 87  | 190  | 45,8 | 78  | 96  | 81,3 | 56  | 19,4 | 13,2 | 1,9 |
| 1955-56                                   | 31   | Minneapolis Lakers | NBA   | 3  | 20,0 | 13  | 35   | 37,1 | 10  | 13  | 76,9 | 14  | 12,0 | 9,3  | 1,7 |
| TOTALS                                    |      |                    | TOTAL | 70 | 36,6 | 563 | 1394 | 40,4 | 554 | 705 | 78,6 | 305 | 24,0 | 13,9 | 2,2 |
|                                           |      |                    | NBA   | 60 | 36,6 | 460 | 1167 | 39,4 | 457 | 584 | 78,3 | 261 | 23,0 | 13,9 | 2,2 |
|                                           |      |                    | BAA   | 10 |      | 103 | 227  | 45,4 | 97  | 121 | 80,2 | 44  | 30,3 |      | 2,1 |

LLEGENDA:
- PJ: Partits Jugats; MIN: Minuts disputats (per partit); TCA: Tirs de Camp Anotats (per partit); TCI: Tirs de Camp Intentats (per partit); %TC: percentatge de Tirs de Camp anotats; TLA: Tirs Lliures Anotats (per partit); TLI: Tirs Lliures Intentats (per partit); %TL: percentatge de Tirs Lliures anotats; FP: Faltes Personals (per partit); PPP: Punts Per Partit; RPP: Rebots Per Partit; APP: Assistències Per Partit

## Vida posterior
El 1956 fou el candidat del Partit Republicà al Congrés dels Estats Units, concretament al tercer congrés del districte de Minnesota. Es va enfrontar en una dura votació al candidat demòcrata Roy Wier, un home de 69 anys amb l'experiència en política que li faltava a Mikan, perdent la votació per un estret marge, ja que va rebre 117.716 vots pels 127.356 del seu rival. Malgrat no patir cap amargor per la derrota, sí que es va sentir traït, ja que esperava que aquesta incursió dins del món polític li proporcionés clients al seu despatx d'advocat, però no fou així. Va estar 6 mesos sense ingressos, estant al límit de fer fallida, veient-se obligat a demanar rebre diners de la seva assegurança de vida.
La seva tornada al bàsquet professional tampoc va ser gaire brillant. A la temporada 1957-58 de l'NBA, l'entrenador dels Lakers, John Kundla, fou nomenat director general i va convèncer Mikan perquè exercís el rol d'entrenador. No obstant això, fou un moviment desastrós, ja que els Lakers començaren la lliga amb un balanç de 9 victòries i 30 derrotes abans que Mikan dimitís, retornant les funcions a Kundla Després d'aquest accident, decidí reprendre la seva carrera d'advocat, especialitzant-se en empreses i immobles i mantenint la seva gran família, amb 6 fills. A part de tot això, va comprar i reformar edificis a Minneapolis.

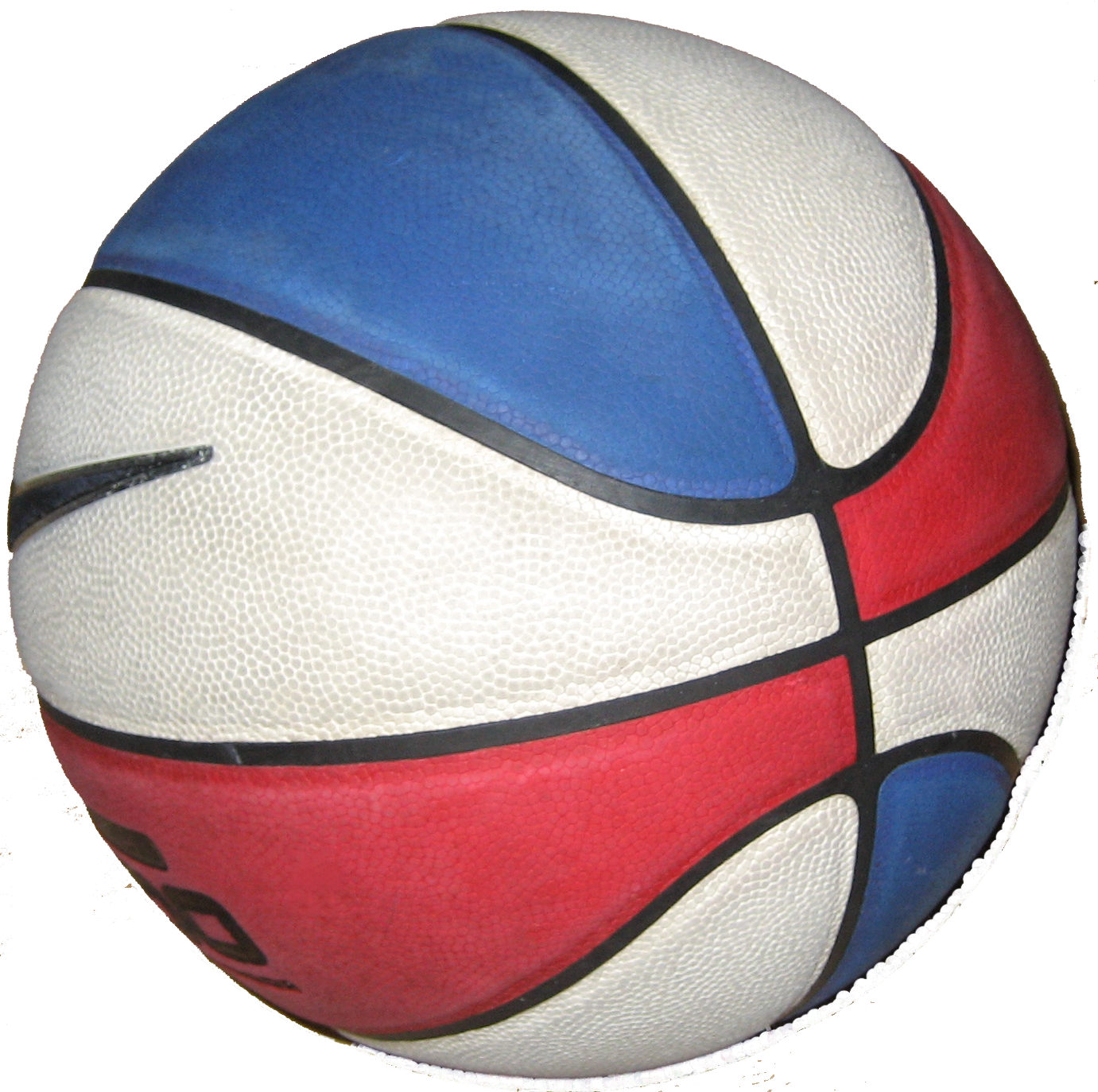
La pilota tricolor, característica de l'ABA.

El 1967 efectuà un altre regrés al món del bàsquet professional, esdevenint el primer comissionat de l'American Basketball Association, una lliga rival de l'NBA. Per atraure els aficionats a la seva lliga, Mikan inventà la línia de 3 punts i la característica pilota tricolor amb els colors de la bandera dels Estats Units, aspecte que considerava més patriòtic, més estètic a la televisió i més preferida pel públic que el color marró de la de l'NBA. Retirat de l'ABA el 1969, va desaparèixer de la vida pública, però dedicà el seu esforç a aconseguir un equip professional per a la ciutat de Minnesota, dècades després de la mudança dels Lakers a Los Angeles i de la desaparició dels Minnesota Muskies i Minnesota Pipers de l'ABA. Finalment va assolir el seu objectiu, liderant la creació d'una nova franquícia, els Minnesota Timberwolves, a la temporada 1989-90.
En els seus últims anys, Mikan lluità contra la diabetis, patint també problemes renals i l'amputació de la cama dreta a l'alçada de genoll per culpa de la seva malaltia. Quan l'assegurança de vida deixà de pagar-lo, va tenir greus problemes econòmics. Va tenir una dura batalla legal contra l'NBA i el seu sindicat de jugadors, protestant pels 1.700 dòlars que rebien de pensió els jugadors retirats abans de 1965. Juntament amb Mel Davis, de l'Associació de Jugadors Retirats de l'NBA, la batalla continuà. Mikan esperava arribar viu a la firma d'un nou conveni col·lectiu que millorés les condicions econòmiques dels seus companys de generació. Desgraciadament, durant el 2005 el seu estat de salut esdevingué més fràgil encara.

## Llegat
Mikan está considerat com el pioner del bàsquet modern. Fou el prototip de pivot modern, aconseguint 11.764 punts, amb una mitjana de 22,6 per partit i retirant-se com a líder històric d'anotació. A més a més, també assolí estadístiques de 13,4 rebots i 2,8 assistències per partit en 520 partits jugats a l'NBL, la BAA i l'NBA. Com a indicatiu de la seva agressivitat natural dins de la pista, també fou líder en 3 ocasions en faltes personals. Guanyà 7 campionats de la BAA i l'NBA, un trofeu d'MVP de l'All-Star Game, 3 títols de màxim anotador de la lliga i fou escollit per disputar els 4 primers All-Star i els 6 primers combinant les dues lligues. A part de ser escollit el millor jugador de la primera meitat del segle xx, fou inclòs als equips del 25è i 35è aniversari de l'NBA el 1970 i el 1980, respectivament, i el 1996 també va ser escollit com un dels 50 millors jugadors de la història de l'NBA amb motiu del 50è aniversari de la competició. L'impacte de Mikan en el joc també es veu reflectit en el "Mikan Drill", encara avui un exercici molt utilitzat per als pivots als entrenaments.
Per una altra banda, quan la superestrella Shaquille O'Neal fitxà pels Lakers, la revista Sports Illustrated el va treure a la seva portada de novembre del 1996 amb el mateix Mikan i a Kareem Abdul-Jabbar, denominant-los "jugadors de llegenda". Com a homenatge al jugador, des de l'abril del 2001 hi ha una estàtua seva en el vestíbul del Target Center de Minneapolis, mentre que del sostre del Staples Center de Los Angeles penja una banderola commemorant els èxits de Mikan i els seus companys als Lakers.

### Canvis a les normes
Mikan va arribar a ser tan dominant a la seva època que, per la seva influència, es va haver de canviar algunes normes: l'eixamplament de l'amplada de la zona de 3 segons, la introducció de la regla de possessió en 24 segons i la prohibició de taponar llançaments en trajectòria descendent.
També fou responsable directe de la introducció de la línia de 3 punts a l'ABA, posteriorment adoptada per l'NBA, l'NCAA i la FIBA i la introducció de la pilota tricolor, utilitzada actual a l'WNBA i al concurs de triples de l'NBA com a pilota de doble puntuació. A part d això, també fou clau en la creació de la franquícia dels Minnesota Timberwolves.

## Vida personal
Es casà el 1947 amb la seva xicota de tota la vida, Patricia, amb qui va estar durant 58 anys fins a la seva defunció. Varen tenir 6 fills: 4 fills (Larry, Terry, Patrick i Michael) i 2 filles (Trisha i Maureen). Durant tota la seva vida va ser conegut com el típic "gegant amable", segons les paraules de l'antic comisisonat de l'NBA, David Stern: 
| « | "(Mikan) tenia l'habilitat de ser un ferotge competidor a la pista i un gegant amable fora d'ella. Pot ser que mai més arribem a veure un altre home que causi tant d'impacte com ell dins del bàsquet i alhora que el representi amb tanta calidesa i elegància. | » |

En els seus últims anys de vida, desenvolupà una greu diabetis, a part de problemes renals. Tot junt va provocà l'amputació de la seva cama dreta a l'alçada del genoll. Per pagar les seves despeses mèdiques, es va veure obligat a vendre la majoria dels seus trofeus i records. La pensió que cobrava de l'NBA era de només 1.700 dòlars mensuals. El 2005, una ferida mal curada va complicar encara més el seu estat de salut, ja anteriorment molt debilitat.

### Defunció
Mikan traspassà l'1 de juny del 2005 a Scottsdale, Alabama, a punt de complir 81 anys, per culpa de complicacions provocades per la diabetis i altres problemes de salut. El seu fill Terry va informar que portava rebent diàlisi 3 cops setmanals durant els seus últims 5 anys de vida.
La mort de Mikan fou molt plorada dins del món del bàsquet i va atraure l'atenció dels mitjans de comunicació per la seva lluita per unes majors prestacions econòmiques per als seus excompanys de l'NBA. Molts comentaristes creien que els jugadors actuals de l'època de prosperitat econòmica haurien de lluitar perquè els seus homòlegs retirats abans del 1965 poguessin aprofitar-se dels anys daurats de la competició. Una altra gran estrella dels Lakers, Shaquille O'Neal, s'oferí per cobrir les despeses econòmiques del funeral de Mikan. "Sense el nombre 99 (Mikan), jo no sóc jo", expressà en aquella ocasió. Abans del cinquè partit de les finals de la Conferència Est entre els Miami Heat i els Detroit Pistons, es guardà un minut de silenci en el seu honor. Un altre dels grans jugadors coetanis, Bob Cousy, remarcà que Mikan va portar literalment la lliga sobre les seves espatlles en els primers anys i que ell sol havia aconseguit que la lliga fos creïble i popular.